# Moorhead (Missisipi)
Moorhead – miasto w Stanach Zjednoczonych, w stanie Missisipi, w hrabstwie Sunflower.